# Spelaeornis oatesi
Spelaeornis oatesi là một loài chim trong họ Timaliidae.